# Улица Титова (Москва)
У́лица Тито́ва — улица в Восточном административном округе города Москвы на территории района Преображенское. Пролегает от Электрозаводской улицы до улицы Буженинова. По улице не числится ни одного дома.

## Происхождение названия
До 1986 года — 3-й Электрозаводский переулок, который в указанном году был переименован в честь Григория Васильевича Титова (1886—1919) — участника революционного движения в Москве.

## История
Улица появилась в XVII—XIX веках, тогда она называлась 1-й Генеральный переулок, затем Бужениновский — по фамилии М. Буженинова. С 1929 года — 3-й Электрозаводский переулок, получивший название по расположению: ему параллельны 1-й и 2-й Электрозаводские переулки, отходящие от Электрозаводской улицы.

Улица Титова расположена в Восточном административном округе на территории района Преображенское города Москвы.

## Здания и сооружения
По улице не числится ни одного дома.

## Транспорт

### Наземный транспорт
- Остановка «Улица Титова» (в сторону «Преображенской площади»):

Автобусы: 86, 171, 604.
- Остановка «Улица Титова» (в сторону «Электрозаводского моста»):

Автобусы: 86, 171, 604.

### Ближайшая станция метро
- Станция метро «Преображенская площадь» — в сторону «Преображенской площади».